# Phygadeuon unidentatus
Phygadeuon unidentatus là một loài tò vò trong họ Ichneumonidae.